# Хейбатбеков, Хашим-бек
Хашим-бек Хаджи-бек оглы Хейбатбеков (азерб. Haşım bəy Hacı bəy oğlu Heybətbəyov; 1870, Бузовна, Бакинский уезд, Бакинская губерния, Российская империя — 1931, Баку, Азербайджанская ССР, СССР) — азербайджанский поэт, публицист и меценат XIX—XX веков, член литературного общества «Маджмауш-шуара».

## Биография
Хашим-бек Хейбатбеков родился в 1870 году в селе Бузовна в семье купца. Хейбатбековы — одиниз самых известных и старейших родов Баку. Отец Хашим-бека, Хаджи-бек Эйбат бек оглы, установил связи с торговыми центрами в Баку, Дербенте, Петровске и Самарканде. Хашим-бек с юных лет, особенно после смерти отца, стал владельцем торговых контор в этих городах и даже свободно торговал в торговых центрах во многих зарубежных странах. Начальное образование он получил от своего хорошо образованного отца, а затем в медресе, основанном другом его отца и односельчанином Кербалаи Азизом Имамалиевым на его частной территории. Благодаря этому образованию он в совершенстве изучил арабский, персидский, русский, османский и чагатайский языки, восточную и русскую литературу и историю, богословие. В годы своего образования он стал помогать отцу в коммерческих делах, написал в этот период свои первые стихи, впоследствии созрел как поэт в кружке «Маджмауш-шуара» и был известен под псевдонимом «Сагиб». На его становление как поэта оказала влияние прежде всего литературная среда Бузовны и Мешади Азер, а позднее такие поэты, как Абдулхалиг Джаннати и Абдулхалиг Юсиф. Хашим-бек Сагиб считал своего коллегу и друга Мешади Азера своим учителем и выражал ему свою верность и огромную благодарность во многих своих стихах. Сагиб также был верным другом поэта Абдулхалига Юсифа и считал его своим учителем и мастером. Он уделял много места Юсифу в своих газелях, писал подражательные стихи и выражал ему свое уважение и благодарность. Помимо этого он имел близкие дружеские отношения с другими известными современниками. Гашим бек Сакиб также выступал в периодической печати Азербайджана, сотрудничал с газетой «Yeni yol» и журналом «Maarif və mədəniyyət» («Просвещение и культура»). В 1914 году его стихи были опубликованы в газете «Игбал», а в 1924 году — в газете «Красное перо». Хашим-бек Сагиб также был филантропом и просвещенным человеком. Он открыл в своем частном владении в Бузовне бесплатные курсы грамотности, преподавал своим односельчанам арабский, персидский, османский, русский языки и литературу, Коран и классическую литературу. К этому делу он привлек и свою жену Хошсиму. Хашим-бек также оказывал финансовую и моральную помощь своему шурину Рухулле Ахундову в создании национальной печати и издательства. Хашим-бек Сагиб скончался в декабре 1931 года и был похоронен на Биби-Эйбатском кладбище.